# 聖荷西 (加利福尼亞州)
聖荷西（/ˌsæn hoʊˈzeɪ/），是美國加州舊金山灣區南部的一個城市。位於聖塔克拉拉縣和矽谷境內，在人口上為加州的第三大城，僅次於洛杉矶和聖地牙哥，並且在2005年超越底特律市成為美國的第十大城；聖塔克拉拉縣府也位於聖荷西。
1777年西班牙建立「圣何塞德瓜达卢普传教站」，時為墨西哥屬新加利福尼亞（後來的上加利福尼亞）的第一個城鎮，是一個為了提供附近軍事設施食物而設的農業鎮。在1850年正式立市時也是加州加入美國聯邦後的第一個成立的城市，也是加州的第一個首府。在第二次世界大戰結束後為了安置許多的退伍軍人和他們的家庭，以及應付1950年代和1960年代的人口擴張和急速經濟成長，在做為一個農業城鎮150年後，聖荷西漸漸成為舊金山和後來1970年代矽谷的一個住房社區。隨著高科技公司在1980年代和1990年代創立於或移入聖荷西，聖荷西也逐漸成為矽谷的商業和研發中心，也開始有了矽谷首都（Capital of Silicon Valley）這個別名。
另外，根據2004年美國聯邦調查局的統計，聖荷西市保有全美國人口在50万人以上的主要大城市中最安全城市的纪錄。這個統計包含謀殺、强奸、強盜、攻擊、搶劫、和汽車竊盜等六個犯罪項目。

## 歷史
市經理A. P. Hamann於1950年代和1960年代時帶領聖荷西進行了一項大成長計劃。在這計劃裡，聖荷西兼併了許多鄰近地區，如艾維西歐和坎布里恩公園，增加了許多可容都市發展的市郊。對這急速發展的反應是1970年代時產生的「反成長」（anti-growth）意見，這政策也被後來的市長诺曼·峰田和珍妮特·格雷·海斯所採取。儘管規範了「城市增长边界」、開發費、以及坎貝爾和庫比蒂諾城市的成立來限制成長，聖荷西的發展並沒有慢下來，發展重心轉移到聖荷西既有地區。聖荷西在矽谷的位置也帶動許多經濟和人口增長，造成1976與2001年間市內房價急速成長達936%，是全國增長最快的地方。1990年代，在1974年的城市成長範圍得到保留，選民否決了限制山丘發展的提案後，增加城市密度的政策也被延續。1980年來60%與2000年來超過75%在聖荷西新建的住宅為多住戶建築，反映了聰明成長（Smart Growth）的都市計畫政策。

## 法律和政府

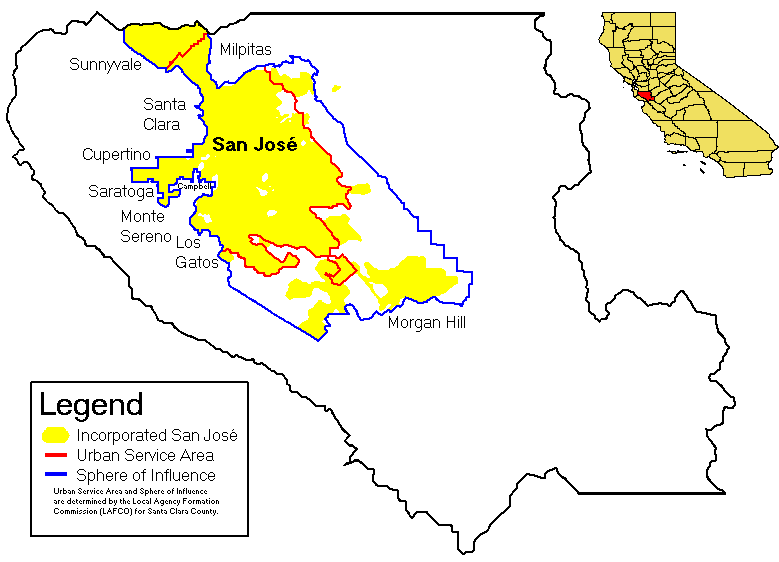
聖荷西的「市界」（黃色塊區）、「影響範圍」（藍線）和「市服務範圍」（紅線）

聖荷西是加州法律下的一個特許城市，因此聖荷西有在市憲章限制裡，制定可能與州法律抵觸市法令的權力。市政府的組織為議會-經理制，在這個制度裡市經理由市長提名，然後由市議會同意任命。
聖荷西市議會是由十名由各個選區選出的市議員，和一名由全市選出的市長組成。在市議會開議時，市長兼任議長，和其餘十位議員對各種提案進行投票；市長沒有否決權。市議員和市長的任期為四年，且只能連任一次；每兩年選舉半數的市議員，順序為市長和奇數選區市議員同時選舉，兩年後偶數選區市議員進行選舉，例如2006年將進行市長和奇數選區市議員選舉，兩年後的2008年將進行偶數選區市議員選舉。達到任期限制的市議員可以被選為市長，達到任期限制的市長也可以被選為市議員。副市長由市議會於選舉後的第二次集會時在十位市議員裡選出。副市長可在市長不在時代行職務，但是沒有在市長職位出缺時繼承市長職位的權力。
市經理是全市的行政長官，而且必須準備每年的年度預算以交給市議會通過。市經理並沒有任期次數或長度限制，但是市議會有權力隨時撤換市經理，或經由罷免選舉撤銷市經理職務。市政府裡其他民選職位為市檢察長、市審計長、和市書記長。
與除了舊金山以外的加州城市一樣，市政府所能掌控的層級和範圍都由該市所在縣政府規範，為「地方政府組織成立委員會」（Local Agency Formation Commission, LAFCO）。LAFCO的用意是避免不受限制的城市擴張。縣LAFCO有為聖荷西設定了「影響範圍」（Sphere of Influence），為一個大於市界的範圍，包含了部份不屬於任何城市的縣地。在"影響範圍"內，聖荷西可以控制外圍地區的發展程度，以集中開發市中心附近地區。另外，縣LAFCO另有規定「市服務範圍」（Urban Service Area），限定了未來發展只能在現有基礎設置，如汙水管、電線、和其他設置，範圍內發生。
聖荷西經常在全美國裡最安全的大城市排名裡名列第一。在1990和2000年代時聖荷西的犯罪率都維持在較低的水準，甚至逐年下降。從2001到2005年聖荷西被Morgan Quitno獎評為最安全的美國50萬人口以上城市。但是居民對警察的過度武力使用抱怨仍不時傳出。

### 姊妹市
市政府經濟發展辦公室（Office of Economic Development）負責聖荷西的姊妹市交流。自2014年為止聖荷西總共有8個姊妹市：
- - 日本岡山市（1957年）
- - 哥斯大黎加聖荷西（1961年）
- - 墨西哥韦拉克魯斯（1975年）
- - 中華民國臺南（1977年）
- - 愛爾蘭都柏林（1986年）
- - 印度浦那（1992年）
- - 俄羅斯葉卡捷琳堡（1992年）
- - 墨西哥瓜達拉哈拉 (2014年)

## 地理
聖荷西的地理座標為北緯（N）37度18分15秒、西經（W）121度52分22秒，全以小數點表示的話則為北緯37.304051度、西經121.872734度。
根據美國人口普查局，聖荷西的總面積為461.5平方（178.2平方英里），其中452.9平方（174.9平方英里）為陸地、8.4平方（3.24平方英里）為水面，水面面積佔了總面積的1.86%。
聖荷西極為靠近圣安德烈亚斯断层，為許多加州地震的來源。自有記錄來最嚴重的地震發生於1906年，造成聖荷西和灣區許多城市的嚴重損害。之前於1839年、1851年、1858年、1864年、1865年、以及1868年也曾發生過大規模的地震。1957年的達利市地震和1989年的洛馬普里塔地震也對聖荷西造成部份傷害。其他靠近聖荷西的斷層分別為Monta Vista斷層、海沃德斷層帶、和Calaveras斷層。
瓜达卢普河起源於聖塔克魯茲山脈，往北流經聖荷西，於北聖荷西艾尔维索區流入舊金山灣。在瓜达卢普河流經南聖荷西的Almaden Valley社區，原先是當地舊水銀礦的名稱。從這裡開採的水銀曾在加州掏金潮時被用在由石英礦中提煉出黃金的過程裡，和於1870年到1945年之間美國軍隊引爆器的製造成份之一。
聖荷西的最低點為海平面，位於艾尔维索裡的舊金山灣；最高點為海拔1,333（4,373英尺），位於漢密爾頓山上的哥白尼峰（Copernicus Peak）。為了降低城市光污染對漢密爾頓山上的利克天文台造成的影响，1980年代聖荷西的路燈全部改用低压钠灯，因為低压钠灯的黄色光比較容易用望远镜上的滤光片去除。為了感谢聖荷西在降低光害方面所做的努力，利克天文台发现的第6216号小行星命名为聖荷西。部分居民不喜歡橘紅色光的路燈，抱怨說路燈燈光太接近紅綠燈的黃燈而造成混亂。

### 氣候
聖荷西的氣候與大部份舊金山灣區相同，為地中海型氣候。然而，因為聖荷西位於較內陸且三面環山，阻擋了大部份水氣進入，聖荷西的氣候比較接近半乾旱地區，不像舊金山因三面環灣而一年四季氣溫起伏不大。聖荷西一年平均降雨量只有366（14.4英寸），而灣區其他地方平均雨量可達到這個數字的两倍多。另外在一年大多數時候聖荷西也沒有舊金山著名的霧氣。
聖荷西的氣溫是溫和舒服的：1月的平均最高溫度為15 °C（59 °F）、平均最低為6 °C（43 °F），有數天半夜氣溫會降到冰點以下；七月的平均最高溫度為29 °C（84 °F）、平均最低為14 °C（57 °F），有數天中午氣溫會升到100 °F（38 °C）以上。自開始記錄來在聖荷西測到的最高溫為2000年7月14日的109 °F（42.8 °C）；最低溫則為1920年1月9日的17 °F（−8.3 °C）。日夜溫差通常在17到22℃（30到40℉）之間。
由於下雨的天數不多，聖荷西一年可以有超過300天的陽光充足的日子。十月到四或五月是雨季；六月到九月是旱季，很少在這段期間裡下雨。冬天時聖荷西周圍的山丘因為野草和其他植物的滋生而一片綠色；夏天時隨著野草的枯死山丘則形成一片金黃色，雖然漂亮但是也是不時發生的野火燃料。
有時冬天的降雪高度會降低至海拔2,000英尺（610）、或更低，讓聖荷西附近的漢密爾頓山上、以及聖塔克魯茲山脈上，降下了一些通常只殘留幾天的雪，但這已造成在17号加利福尼亚州州道上向西往聖塔克魯茲的交通堵塞。聖荷西平地有時也會下雪；記錄上下雪最多的一年是1976年，居民發現車頂和屋頂上有大約3英吋的積雪。2006年3月也曾在市裡海拔只有90至200英呎的地方下過約1英吋罕見的雪。
如舊金山灣區其他地方一樣，聖荷西市區內有時存在數個小型氣候區。市中心通常是全市最少下雨的地方，而距市中心只有16（10英里）的南聖荷西可以有相當多的雨量和較極端的天氣。
| 加州诺曼·峰田圣何塞国际机场（1991–2020年正常值，1893年至今极端数据） | 加州诺曼·峰田圣何塞国际机场（1991–2020年正常值，1893年至今极端数据） | 加州诺曼·峰田圣何塞国际机场（1991–2020年正常值，1893年至今极端数据） | 加州诺曼·峰田圣何塞国际机场（1991–2020年正常值，1893年至今极端数据） | 加州诺曼·峰田圣何塞国际机场（1991–2020年正常值，1893年至今极端数据） | 加州诺曼·峰田圣何塞国际机场（1991–2020年正常值，1893年至今极端数据） | 加州诺曼·峰田圣何塞国际机场（1991–2020年正常值，1893年至今极端数据） | 加州诺曼·峰田圣何塞国际机场（1991–2020年正常值，1893年至今极端数据） | 加州诺曼·峰田圣何塞国际机场（1991–2020年正常值，1893年至今极端数据） | 加州诺曼·峰田圣何塞国际机场（1991–2020年正常值，1893年至今极端数据） | 加州诺曼·峰田圣何塞国际机场（1991–2020年正常值，1893年至今极端数据） | 加州诺曼·峰田圣何塞国际机场（1991–2020年正常值，1893年至今极端数据） | 加州诺曼·峰田圣何塞国际机场（1991–2020年正常值，1893年至今极端数据） | 加州诺曼·峰田圣何塞国际机场（1991–2020年正常值，1893年至今极端数据） |
| 月份                                                                 | 1月                                                                  | 2月                                                                  | 3月                                                                  | 4月                                                                  | 5月                                                                  | 6月                                                                  | 7月                                                                  | 8月                                                                  | 9月                                                                  | 10月                                                                 | 11月                                                                 | 12月                                                                 | 全年                                                                 |
| -------------------------------------------------------------------- | -------------------------------------------------------------------- | -------------------------------------------------------------------- | -------------------------------------------------------------------- | -------------------------------------------------------------------- | -------------------------------------------------------------------- | -------------------------------------------------------------------- | -------------------------------------------------------------------- | -------------------------------------------------------------------- | -------------------------------------------------------------------- | -------------------------------------------------------------------- | -------------------------------------------------------------------- | -------------------------------------------------------------------- | -------------------------------------------------------------------- |
| 历史最高温 °C（°F）                                                  | 26 (79)                                                              | 27 (81)                                                              | 32 (89)                                                              | 35 (95)                                                              | 39 (102)                                                             | 42 (107)                                                             | 42 (108)                                                             | 41 (105)                                                             | 43 (109)                                                             | 38 (101)                                                             | 29 (85)                                                              | 26 (79)                                                              | 43 (109)                                                             |
| 平均最高温 °C（°F）                                                  | 20.1 (68.2)                                                          | 22.9 (73.3)                                                          | 26.4 (79.5)                                                          | 29.8 (85.7)                                                          | 32.3 (90.1)                                                          | 35.9 (96.7)                                                          | 34.7 (94.4)                                                          | 35.2 (95.4)                                                          | 35.7 (96.2)                                                          | 31.4 (88.6)                                                          | 25.5 (77.9)                                                          | 20.6 (69.0)                                                          | 37.6 (99.7)                                                          |
| 平均高温 °C（°F）                                                    | 15.4 (59.8)                                                          | 16.9 (62.4)                                                          | 18.8 (65.9)                                                          | 20.7 (69.2)                                                          | 23.2 (73.8)                                                          | 26.2 (79.1)                                                          | 27.1 (80.8)                                                          | 27.4 (81.4)                                                          | 27.1 (80.7)                                                          | 24.3 (75.8)                                                          | 18.9 (66.1)                                                          | 15.3 (59.5)                                                          | 21.8 (71.2)                                                          |
| 平均低温 °C（°F）                                                    | 5.4 (41.8)                                                           | 6.6 (43.9)                                                           | 7.9 (46.3)                                                           | 9.1 (48.4)                                                           | 11.2 (52.1)                                                          | 13.1 (55.5)                                                          | 14.5 (58.1)                                                          | 14.8 (58.6)                                                          | 14.0 (57.2)                                                          | 11.5 (52.7)                                                          | 7.6 (45.7)                                                           | 5.4 (41.7)                                                           | 10.1 (50.2)                                                          |
| 平均最低温 °C（°F）                                                  | 0.2 (32.4)                                                           | 1.4 (34.5)                                                           | 3.3 (37.9)                                                           | 5.0 (41.0)                                                           | 7.8 (46.0)                                                           | 9.9 (49.9)                                                           | 12.1 (53.7)                                                          | 12.2 (54.0)                                                          | 10.2 (50.3)                                                          | 7.3 (45.1)                                                           | 2.6 (36.6)                                                           | 0.0 (32.0)                                                           | −0.6 (30.9)                                                          |
| 历史最低温 °C（°F）                                                  | −8 (18)                                                              | −4 (24)                                                              | −4 (25)                                                              | −3 (26)                                                              | 0 (32)                                                               | 1 (33)                                                               | 4 (40)                                                               | 4 (39)                                                               | 2 (35)                                                               | −1 (30)                                                              | −6 (22)                                                              | −7 (19)                                                              | −8 (18)                                                              |
| 平均降雨量 mm（）                                                    | 71 (2.80)                                                            | 68 (2.69)                                                            | 53 (2.08)                                                            | 27 (1.07)                                                            | 9.9 (0.39)                                                           | 4.6 (0.18)                                                           | 0.00 (0.00)                                                          | 1.3 (0.05)                                                           | 1.8 (0.07)                                                           | 13 (0.53)                                                            | 34 (1.33)                                                            | 58 (2.29)                                                            | 342 (13.48)                                                          |
| 平均降雨天数（≥ 0.01 in）                                            | 10.0                                                                 | 10.4                                                                 | 9.6                                                                  | 5.7                                                                  | 3.3                                                                  | 1.0                                                                  | 0.1                                                                  | 0.3                                                                  | 0.8                                                                  | 3.1                                                                  | 7.0                                                                  | 9.8                                                                  | 61.1                                                                 |
| 来源：NOAA                                                           |                                                                      |                                                                      |                                                                      |                                                                      |                                                                      |                                                                      |                                                                      |                                                                      |                                                                      |                                                                      |                                                                      |                                                                      |                                                                      |

## 經濟

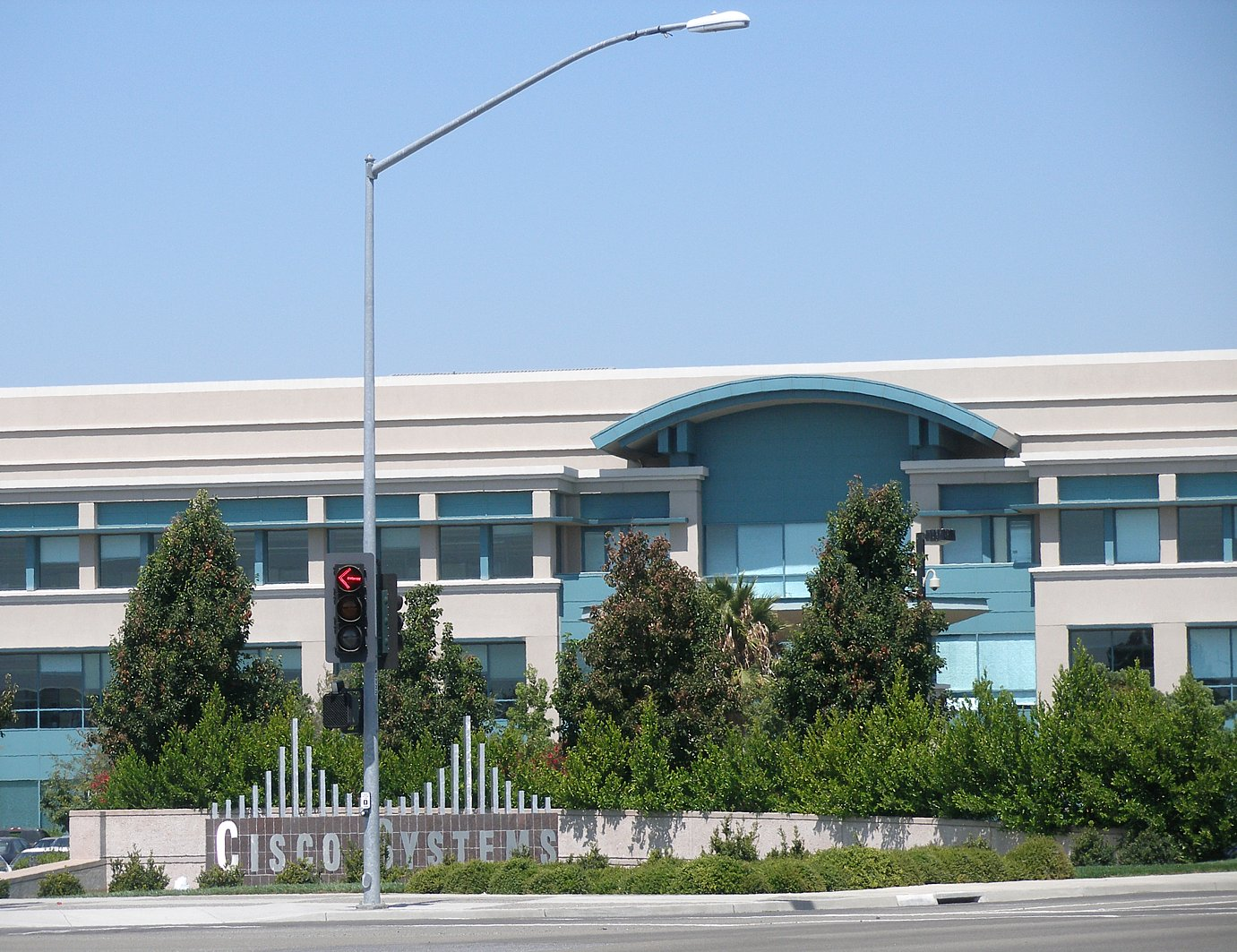
思科總部

圣荷西自稱為矽谷首都，也由於此，聖荷西的經濟也隨著矽谷高科技產業週期性的成長和衰退而變動。在90年代末的網路泡沫還未破滅時，聖荷西的各種經濟指數都在此時達到最高峰，如超低的失業率、大漲的房價、和擁擠的交通。聖荷西在2000年時擁有在人口多於30萬的地方最高的中間收入。當然，聖荷西的經濟也隨著網路泡沫的破滅而陷入低潮；2003年時市區內的工作總數為約35.5萬，失業率為8.7%。
市內共有1000人以上的公司25家，這包含了Adobe系統、BEA系統、思科、和eBay等公司的總部，和Flextronics、惠普、IBM、日立、Ericsson 和洛克希德·馬丁、Yahoo!等公司的重要辦公室和研發地點。
聖荷西和周圍地區的生活費用是全加州和全美國最高的地區之一，這裡的高房價是造成這個情形的最大原因。但是，聖荷西地區也是擁有最高的可支用收入的地區之一。聖荷西的居民擁有比任何其他城市都多得美國專利、和兩倍的工作效率。超過35%的全美國創業投資在聖荷西和矽谷的公司。

## 人口
| 调查年                  | 人口      | 备注 | %±     |
| ----------------------- | --------- | ---- | ------ |
| 1900                    | 21,500    |      | —      |
| 1910                    | 28,946    |      | 34.6%  |
| 1920                    | 39,642    |      | 37.0%  |
| 1930                    | 57,651    |      | 45.4%  |
| 1940                    | 68,457    |      | 18.7%  |
| 1950                    | 95,280    |      | 39.2%  |
| 1960                    | 204,196   |      | 114.3% |
| 1970                    | 459,913   |      | 125.2% |
| 1980                    | 629,442   |      | 36.9%  |
| 1990                    | 782,248   |      | 24.3%  |
| 2000                    | 894,943   |      | 14.4%  |
| 2010                    | 945,942   |      | 5.7%   |
| 2014年估计              | 1,000,536 |      | 5.8%   |
| historical data source: |           |      |        |

至2010年美国人口普查時，有94萬5942人、30萬1366個住戶、以及21萬9059個家庭居住在聖荷西市裡。人口密度為每平方公里2029.4人（每平方英里5256.2人）。市內共有31萬4038個居住單位。

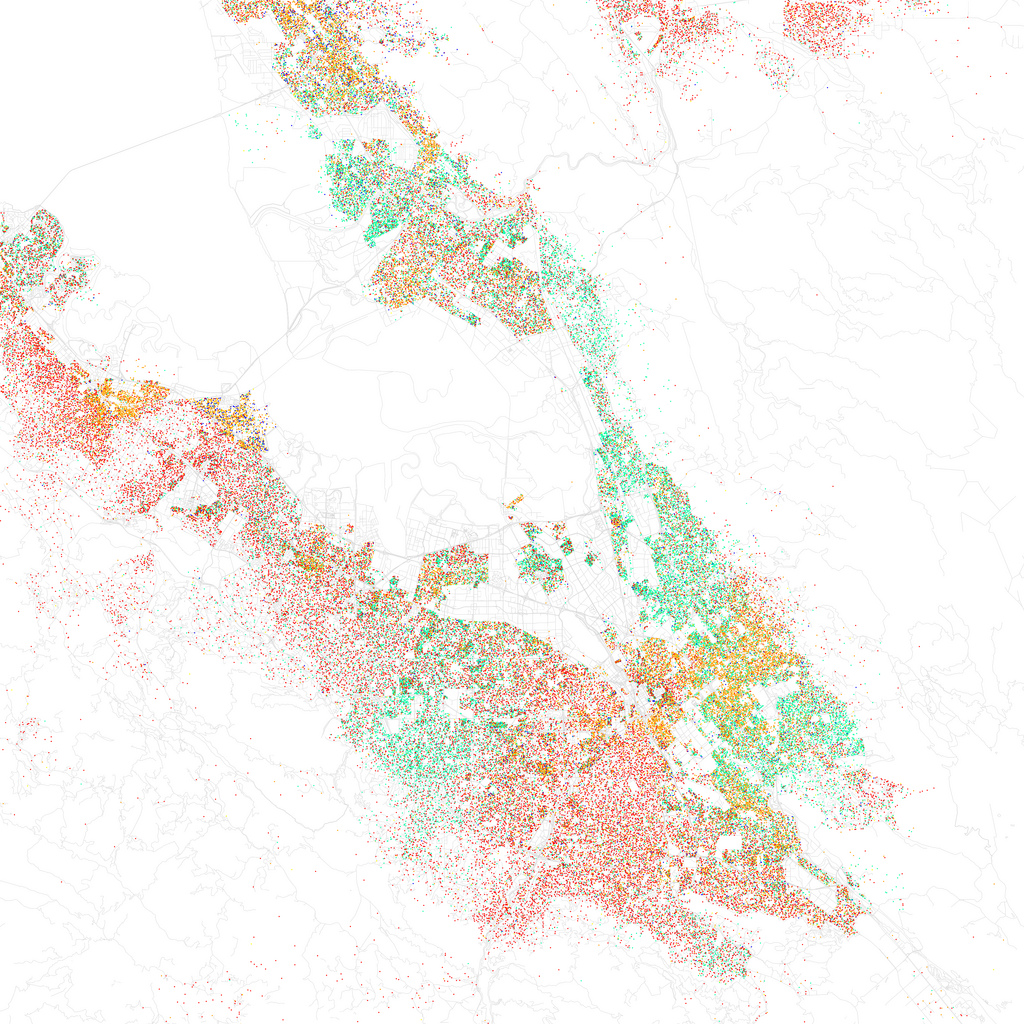
圣荷西人口族裔分布图，红色为白人，橙色为拉美人，绿色为亚洲人，蓝色为黑人。每一个点代表25人。

根據2007年的一項估計，市內的中間住戶年收入為$7萬6354，是在全美國人口多於75萬的城市裡最高的。家庭中間年收入則為$8萬5816 。男性的中間年收入為$4萬9347，相對於女性的$3萬6936。市民的人均收入為$2萬6697。約6.0%的家庭和8.8%的人口的年收入低於貧窮線，這包括了10.3%的18歲以下和7.4%的65歲以上人口。
聖荷西的一項特點是它擁有美國城市中，最多的越南裔人口，在2010年人口普查中，約10.4%的市民辨識自身為越南人。市府標示和傳單有時會在英文和西班牙文外，以越南文表示。為了服務這個族群，《聖荷西信使報》（San Jose Mercury News）在1999－2005年間，曾發行名為《越南語信使報》（Viet Mercury）的報紙。

## 運動
| 職業運動隊伍名                                           | 運動         | 創立於              | 聯盟                                          | 場地                                        |
| -------------------------------------------------------- | ------------ | ------------------- | --------------------------------------------- | ------------------------------------------- |
| 聖荷西鯊魚                                               | 冰球         | 1991                | 國家冰球聯盟：西部聯盟                        | 圣何塞SAP中心 SAP Center at San Jose           |
| 聖荷西劍齒虎（San Jose SaberCats）                       | 室內美式足球 | 1995                | 室內美式足球聯盟 （Arena Football League）    | 聖荷西中心 SAP Center at San Jose           |
| 聖荷西地震                                               | 足球         | 1996-2005﹐2008重組 | 職業足球大聯盟                                | 亞美亞運動場 Avaya Stadium                  |
| 聖荷西隱形（San Jose Stealth）                           | 長曲棍球     | 2003                | 國家長曲棍球聯盟 （National Lacrosse League） | 聖荷西中心 SAP Center at San Jose           |
| 聖荷西巨人（San Jose Giants） 隸屬於舊金山巨人的1A級球隊 | 棒球         | 1988                | 加利福尼亞聯盟 （California League）          | 聖荷西市立體育場 San Jose Municipal Stadium |

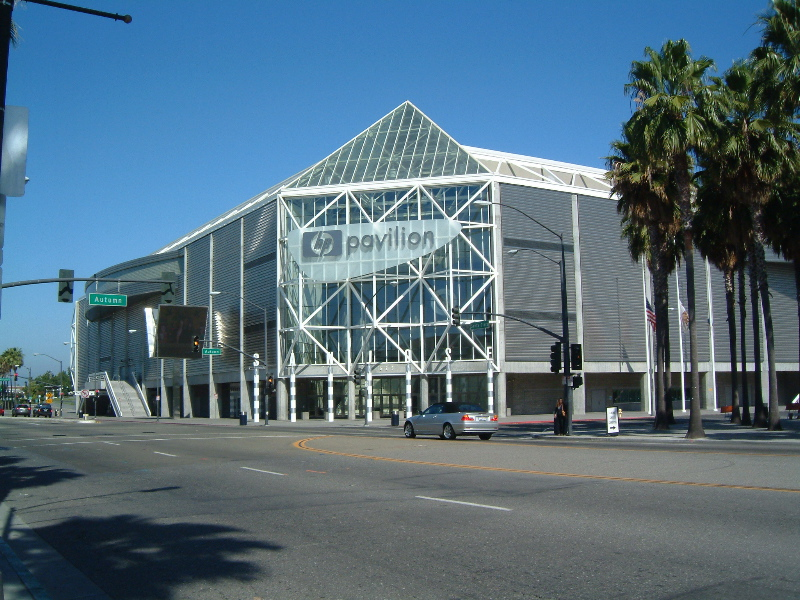
惠普展示館（HP Pavilion）

聖荷西擁有一隻屬於北美足球聯盟（North American Soccer League; 1974-1984）、西部足球聯盟（Western Soccer Alliance; 1985-1988）和職業足球大聯盟（1996-2005﹐2008重組）的聖荷西地震隊，另外也曾有下列球團進駐：
- 直排輪溜冰曲棍球國際（Roller Hockey International）：聖荷西犀牛隊（San Jose Rhinos; 1994-1997,1999）
- 大陸室內足球聯盟（Continental Indoor Soccer League）：聖荷西棕熊隊（San Jose Grizzlies; 1993-1995）
- 女子排球大聯盟（Major League Volleyball）：聖荷西淘金者隊（San Jose Golddiggers; 1987-1989）
- 大陸籃球協會：聖荷西灌籃者隊（San Jose Jammers; 1989-1991）
- 美國籃球聯盟：聖荷西雷射隊（San Jose Lasers）
- 國家籃球協會：金州勇士隊在奧克蘭體育館整修時以惠普展示館為主場（1996-1997）
- 女子聯合足球協會（Women's United Soccer Association）：聖荷西電子魟隊（San Jose CyberRays; 2001-2002）
- 國際籃球聯盟（International Basketball League）的聖荷西球人隊（San Jose Ballers，現在的三城球人隊，Tri City Ballers）

除了職業運動外，聖荷西也主辦許多運動賽事。SAP公開賽（之前的Sybase公開賽）是一項在惠普展示館（HP Pavilion）舉行的年度男子網球錦標賽。聖荷西在2002年8月18日舉行過XVI Arena盃室內美式足球冠軍賽，在那場比賽裡聖荷西劍齒虎以52-14的分數擊敗了亞利桑那響尾蛇（Arizona Rattlers）得到年度冠軍。2005年7月首次舉辦的聖荷西賽車大獎賽（San Jose Grand Prix）是一項年度以市中心道路為場地的冠軍車（Champ Car）開放輪胎式賽車賽。聖荷西也是山露動作運動巡迴賽（Dew Action Sports Tour）首季的五個舉辦場地之一；在聖荷西的賽事於2005年九月舉行。
在大學運動裡，聖荷西州立大學「斯巴達」（Spartans）隊是當地隊伍，但是許多居民比較支持柏克萊加州大學「金熊」（Golden Bears）隊，或史丹佛大學「樞機主教」（Cardinal）隊；當地體育報導大都較關注這兩隊。每年的太平洋10（Pac-10）女子籃球冠軍賽，以及美國大學籃球第一級六十四強淘汰賽男子或女子西部分區賽事，都在惠普展示館舉行。
2004年聖荷西運動協會於聖荷西州立大學體育館主辦了美國奧林匹克協會的柔道、跆拳道、蹦床、和節奏體操的資格賽。運動協會於同年八月在市中心東方的華特森體育場（Watson Bowl）主辦了「美國明星七人制橄欖球冠軍賽」（USA All-Star 7-Aside Rugby）。

## 交通

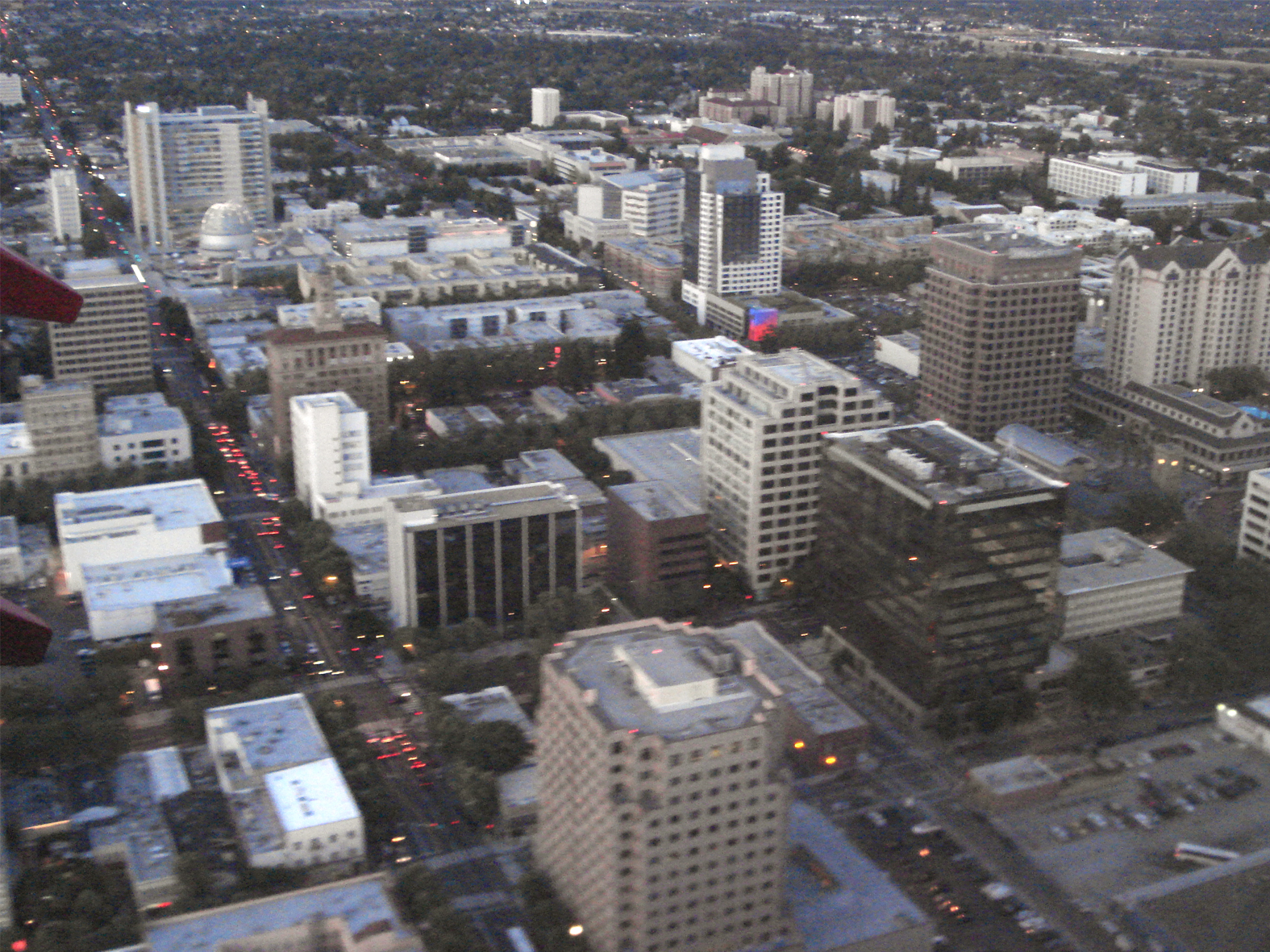
聖荷西市中心

聖荷西擁有一個綿密的高速公路網，其中包含三條州際高速公路：I-280、I-880、和I-680，與多條其他美國國道和加利福尼亚州州道：US 101、CA-85、CA-87、CA-17、和CA-237。但是聖荷西卻是美國無「雙位數」主要州際高速公路直接服務的最大城市。另外，聖荷西的公路網裡也包含數條聖塔克拉拉郡快速道路系統裡的快速道路，如阿瑪登快速道路、聖杜馬斯快速道路、和勞倫斯快速道路。
在鐵路運輸方面，聖荷西是美國國鐵來往沙加緬度與聖荷西之間的首府走廊城際列車、和來往西雅圖與洛杉磯之間的海岸星光列車的主要停靠站之一，也是來往舊金山與吉爾羅伊之間的加州鐵路和來往普萊森頓和聖荷西之間的阿特蒙通勤特快列車的主要停靠站。聖塔克拉拉谷交通局也以聖荷西為中心建設了一個遍及聖塔克拉拉郡的輕軌網。旅客可搭乘圣克拉拉轻轨到達西北邊的山景城、東北邊的密爾必塔、和西南邊的坎貝爾。在節日時歷史街車也會在市中心的輕軌環線行駛。
聖塔克拉拉谷交通局（Santa Clara Valley Transportation Authority, VTA）也負責整個聖塔克拉拉郡，包含聖荷西在內的公車服務。除了普通的公車外，VTA也提供專車服務給行動不便的縣民。17號公路快速公車（Highway 17 Express）提供來往聖荷西市中心與西方太平洋岸邊聖塔克魯茲的公車服務。
聖荷西的航空服務主要由距離市中心北方2英里（3）的諾曼·峰田聖荷西國際機場提供，不過聖荷西居民也使用北方35英里，做為整個舊金山灣區的國際和長途班機樞紐的舊金山國際機場、和廉價航空航班較多的奧克蘭國際機場來飛往其他城市。美國航空、西南航空、聯合航空、捷藍航空、全美航空、阿拉斯加航空、大陸航空、達美航空、夏威夷航空、邊疆航空、和墨西哥航空是幾家於聖荷西國際機場提供航班的主要航空公司。

## 公用設施
私營的聖荷西自來水公司（San Jose Water Company）提供自來水服務給聖荷西市大部分地區，有些地區則由大橡樹自來水公司（Great Oaks Water Company）提供服務，公營的聖荷西自來水系統（San Jose Municipal Water System）則提供服務給大約10%的用戶。在自來水來源方面，大橡樹自來水公司的水源是井水，另外兩家公司則有多處來源：井水、洛思加圖斯溪（Los Gatos Creek）流域、聖塔克拉拉谷水資源區（Santa Clara Valley Water District）、和舊金山公共事業管理處（San Francisco Public Utilities Commission）的Hetch Hetchy蓄水區。
市政府下的環境服務局（Environmental Services Department）管理垃圾收集、廢水處理、和廢棄物回收這三項服務。許多人歸功聖荷西的64%高垃圾回收率於居民無須仔細分類各種可回收物和比其他城市長的可回收物清單。可回收物清單中包含塑膠種類1至7、噴劑和油漆罐、各式包裝用保麗龍、鋁製家具、金屬小家電、金屬鍋、和乾淨的棉製品、人造纖維、和羊毛製品（如毛毯、衣物、布尿布、抹布、和被單）等。
聖荷西／聖塔克拉拉污水處理廠（San Jose/Santa Clara Water Pollution Control Plant）處理聖荷西市和附近地區約150萬人的污水。它的服務範圍除了聖荷西市外包含了聖塔克拉拉、密爾必塔、坎貝爾、庫比蒂諾、洛思加圖斯、薩拉托加和蒙堤聖利諾。大約10%的處理過水由各水公司售出為灌溉用水回收利用。
天然瓦斯和電力由太平洋瓦電公司提供。電話主要由美国电话电报公司提供。有線電視由Comcast公司提供。

## 教育

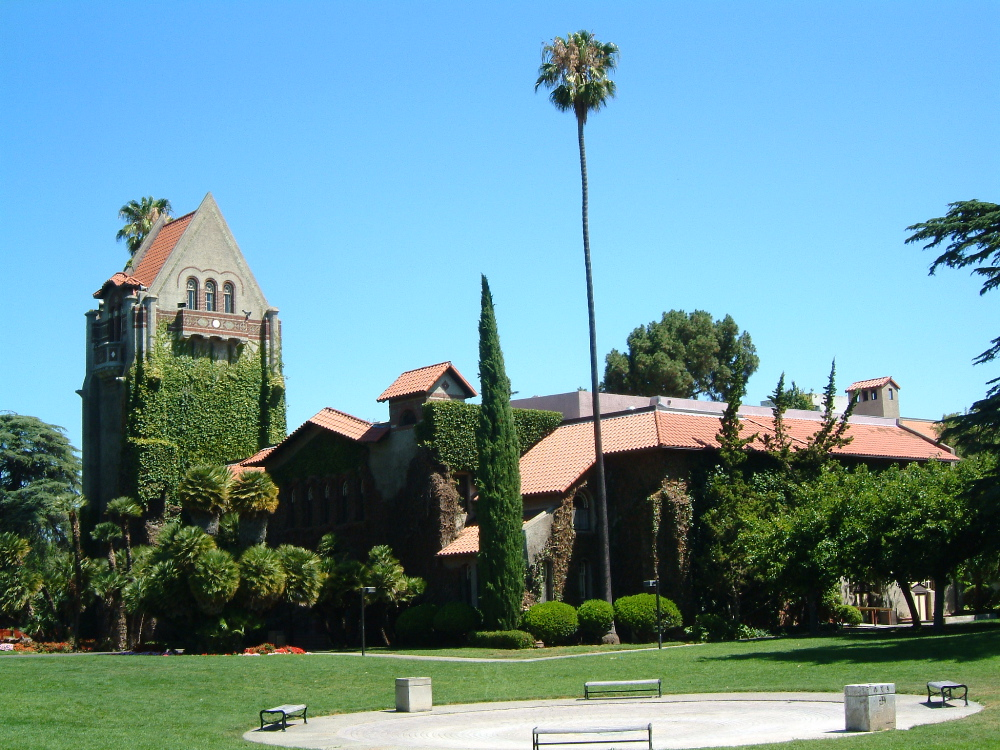
聖荷西州立大學塔樓（Tower Hall）

### 學院和大學
聖荷西市內有多所學院和大學。規模最大和最為人知的是聖荷西州立大學，於1862年由加州州議會立法創立，當時的名稱為「加州州立師範學校」（California State Normal School），也是加利福尼亞州立大學系統的首個校區。聖荷西州大自1870年起即位於聖荷西市中心，校裡有超過三萬名追求學士和碩士學位的學生，他們大都由附近城市通勤至此。國家西班牙大學有學生約600人，授予準學士和學士學位與教育資格，主要招募西班牙裔學生。聖荷西林肯法律學院（Lincoln Law School of San Jose）提供在職人士一個獲得法律學位的地方。金門大學聖荷西校區提供商學士和MBA學位。聖荷西的社區學院：聖荷西市立學院與常青谷學院，提供準學士學位和可以轉移至CSU和加利福尼亞大學系統的普遍學分，與成人繼續教育課程。世界上第一間脊醫學校-帕默脊骨神經醫學院（Palmer College of Chiropractic）西校區也位於聖荷西，提供脊骨神經醫學博士。
聖塔克魯茲加州大學管理在漢密爾頓山上的利克天文臺。聖荷西居民也就讀附近其他學校，如聖塔克拉拉大學、在庫比蒂諾的迪安薩學院、在帕羅奧圖的史丹佛大學、位於山景城的卡內基梅隆矽谷校區與柏克萊加州大學。

### 初等和高等教育
大部份聖荷西居民就讀於聖荷西聯合校區裡的學校，但部份居民，特別是居住在1954年後併入聖荷西地區的居民，就讀於鄰近其他學區。這是因為1954年，加州州議會應聖荷西和鄰近學區要求，移除學區範圍必須和城市市界相同的規定，這也消除了大部份反對聖荷西合併鄰近地區的意見。聖荷西市內的公共教育由四個高中學區、14個基礎教育學區、和四個聯合學區（包含高中與中小學教育）提供。
除了聖荷西聯合校區外，其他的聯合校區為密爾必塔聯合校區、摩根山丘聯合校區、和聖塔克拉拉聯合校區。
聖荷西市內的私立學校大都由宗教團體經營。就讀於聖荷西天主教教區（Catholic Diocese of San Jose）的學生人數在聖塔克拉拉郡內僅次於聖荷西聯合校區。教區裡的學校有：米提大主教高中（Archbishop Mitty High School）、白敏高中（Bellarmine College Preparatory）、聖母高中（Notre Dame High School）、和Presentation High School。聖荷西市內也有兩所浸信會高中：自由浸信會學校（Liberty Baptist School）和白色之路浸信會學院（White Road Baptist Academy）。谷基督高中是一間位於北谷地區（North Valley）的新教學校。哈克學校（Harker School）則是一間無教派，幼稚園到高中的私立學校。

### 聖荷西圖書館系統

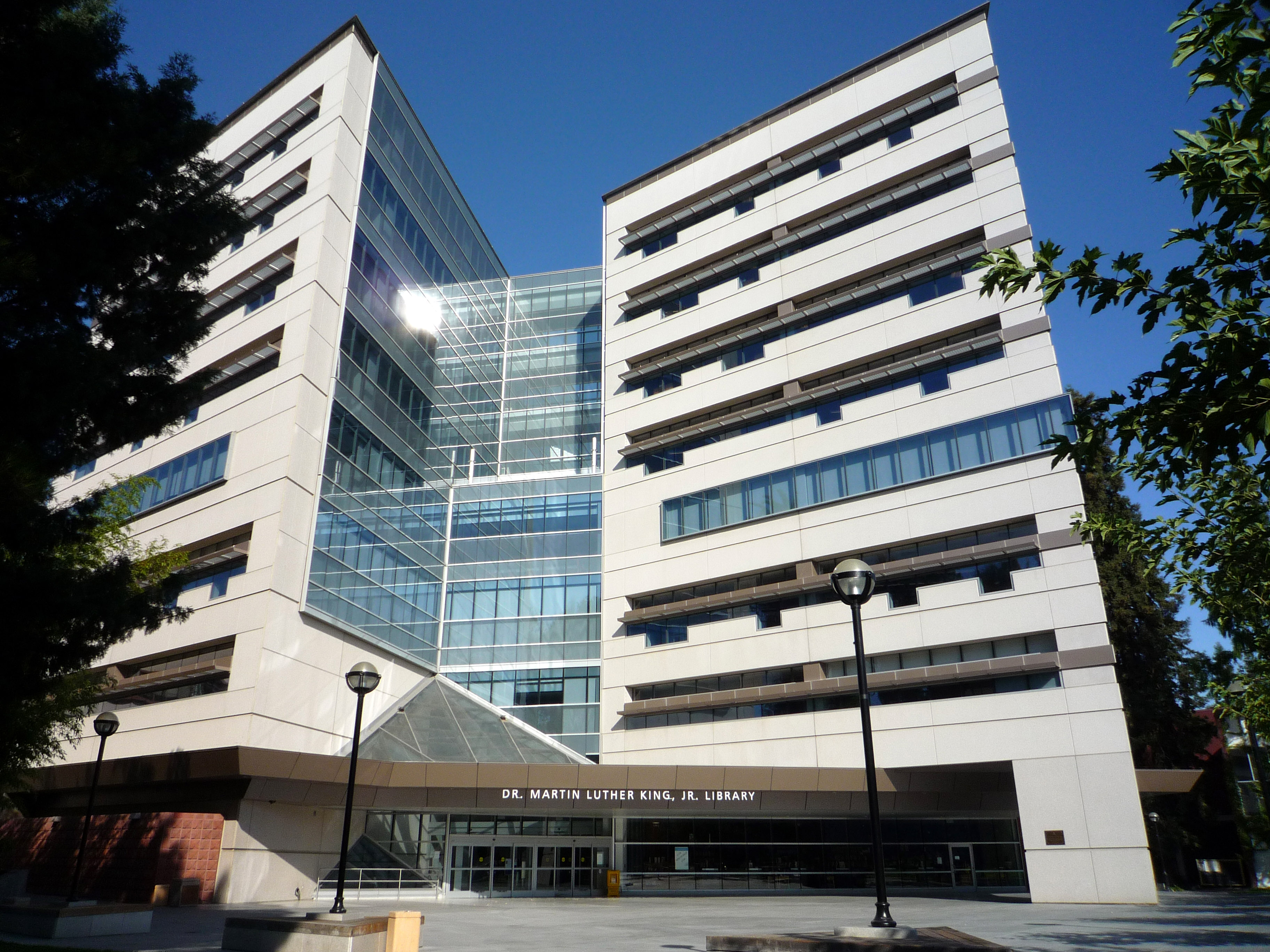
馬丁路德金博士圖書館

聖荷西圖書館系統的一個獨特之處，是馬丁路德金博士圖書館的藏書，包括了整個市圖書館系統和聖荷西州立大學總圖書館的收藏。這圖書館是密西西比河以西，一次興建的圖書館裡最大的，共有約150萬件收藏。
市裡共有20間圖書館分館，包括專門收藏西班牙文作品的拉美图书馆（Biblioteca Latinoamericana）。東聖荷西卡內基圖書分館建於1908年，是最後一間仍做為公共圖書館開放的卡內基圖書館，也被列入國家史跡名錄裡。卡拉巴扎斯分館（Calabazas Branch）有四種語言專門的收藏：華語、日語、韓語和俄語。Vineland分館於2004年曾被提名為「年度圖書館」。

## 備註
1. ↑  . California Association of Local Agency Formation Commissions.   [2014-08-25]. （原始内容 (Word)存档于2013年10月17日）.
2. ↑  . San Jose, CA.   [2015-03-15]. （原始内容存档于2015-03-15）.
3. ↑  . 聖荷西市政府.   [2022-04-15]. （原始内容存档于2022-07-07）.
4. ↑  . 聖荷西市政府.   [2022-04-15]. （原始内容存档于2022-07-04）.
5. ↑  . California Citizens Redistricting Commission.   [2014-10-10]. （原始内容存档于2015-10-23）.
6. ↑  . California Citizens Redistricting Commission.   [2014-10-10]. （原始内容存档于2015-10-23）.
7. ↑  . United States Census Bureau.   [2014-09-19]. （原始内容存档于2015-02-01）.
8. ↑  . . United States Geological Survey.   [2015-01-11].
9. 1 2  . US Geological Survey. 2005-04-29  [2015-02-10]. （原始内容存档于2013-11-09）.
10. 1 2  . California Department of Finance.   [2014-04-30]. （原始内容存档于2014-07-01）.
11. ↑  . United States Postal Service.   [2014-11-23]. （原始内容存档于2019-01-06）.
12. ↑  .   [2005-11-21]. （原始内容存档于2011-12-25）.
13. 1 2  . San Jose State University.   [2007-06-07]. （原始内容存档于2008-07-07）.
14. ↑  . Thoreau Institute.   [2007-06-07]. （原始内容存档于2007-02-23）.
15. ↑  . City of San Jose.   [2007-06-07]. （原始内容存档于2007-09-27）.
16. 1 2  .   [2006年5月13日]. （原始内容存档于2010年1月12日）.
17. ↑  .   [2021-05-05]. （原始内容存档于2018-02-12）.
18. ↑  .   [2006-05-13]. （原始内容存档于2008-04-22）.
19. ↑  .   [2006年5月13日]. （原始内容存档于2011年7月14日）.
20. ↑  .   [2006-05-13]. （原始内容存档于2008-06-09）.
21. ↑  .   [2006-05-13]. （原始内容存档于2005-03-13）.
22. ↑  . Indybay.   [2021-05-05]. （原始内容存档于2021-02-24）.
23. 1 2   (pdf). National Oceanic and Atmospheric Administration.   [2021-07-19]. （原始内容存档于2021-11-15）.
24. ↑  . www.baddesigns.com.   [2006-05-12]. （原始内容存档于2021-03-09）.
25. ↑  . National Oceanic and Atmospheric Administration.   [2022-09-07]. （原始内容存档于2022-10-08）.
26. ↑  . City of San Jose. （原始内容存档于2005-04-04）.
27. ↑  .   [2013-11-09]. （原始内容存档于2004-09-09）.
28. ↑  .   [2013-11-09]. （原始内容存档于2006-11-06）.
29. ↑  .   [2009-03-26]. （原始内容存档于2009-03-19）.
30. ↑  John Coté. . San Francisco Chronicle. 2007-03-05  [2007-06-07]. （原始内容存档于2007-08-10）.
31. ↑  .   [2007年3月25日]. （原始内容存档于2006年5月24日）.
32. ↑  . www.city-data.com.   [2007-03-25]. （原始内容存档于2021-04-24）.
33. ↑  （英）SJ Library.org （页面存档备份，存于）